# كيسي ساياغو
كيسي مايرين ساياغو أرتشيديرا (بالإسبانية: Keysi Sayago)‏ (ولدت في 6 أكتوبر 1993) عارضة أزياء فنزويلية وحاملة لقب ملكة جمال سابقة بعدما فازت بمسابقة ملكة جمال فنزويلا 2016. ممثلت عن ولاية موناغاس، وكما مثلت بلدها فنزويلا في مسابقة ملكة جمال الكون 2017.

## نشأتها
ولدت كيسي ساياغو في كاريزال، ميراندا. عاشت سنوات طفولتها الأولى من في كاريزال، حتى انتقلت إلى لوس تيك، والتحقت بفصول عرض الأزياء في سن الثانية عشرة. استقرت في تورنتو بكندا لتواصل مسيرتها المهنية كعارضة أزياء محترفة في أكتوبر 2017.